# Mesnac
Mesnac település Franciaországban, Charente megyében. Lakosainak száma 408 fő (2022. január 1.). Mesnac Mons, Le Seure és Val-de-Cognac községekkel határos.

## Népesség
A település népessége az elmúlt években az alábbi módon változott:
| Lakosok száma | 282  | 256  | 326  | 335  | 414  | 415  | 405  | 409  | 411  | 408  |
|               | 1968 | 1982 | 1990 | 2006 | 2013 | 2015 | 2017 | 2019 | 2020 | 2022 |